# 김초암
김초암(金初岩, 1916년 5월 12일 ~ 1958년 7월 14일)은 대한민국의 항일 독립운동가이다. 본관은 제주(濟州)이며 호(號)는 만촌(卍村)·산촌(山村)이다. 한때 불교 승려 시절 사용한 법명(法名)은 선덕화(善德花)이다.

## 생애

### 일제 강점기 시대
그는 1935년 3월 중순에서 1938년 2월 중순까지 3년간 전라남도 해남 태영사(台迎寺)에서 선덕화(善德花)라는 법명으로 불교 승려 수도하였고 1938년 2월 중순에 환속 후 1938년 5월 31일 조선총독부 예하 전라남도 여수우편국 우편배달부 입직을 하였으며 재직 시절이던 1942년 2월 2일 당시에도 조선총독부 예하 전라남도 여수우편국(麗水郵便局)의 우편배달부로 근무하면서 일본인 동료에게 '우리 조선인은 아직도 일은 힘든데 아직도 급료는 적고 혹은 좋은 지위에도 나아갈 수 없는 상황'이라고 말하였고, 1942년 4월 17일 자신의 집 앞에서 여수우편국 간이보험모집인(簡易保險募集人)인 일본인 동료에게 '조선인은 아직도 매일 특별히 노동하지 않음이 없으나 그에 비해 아직도 급료는 적고 지위도 더더욱이 그렇다. 더러운 세상'이라는 등 직장 내 한국인 차별을 비난하고 개선을 요구하는 등의 발언을 하였다. 그리고 1942년 4월 30일을 기하여 4년간 임직하던 조선총독부 예하 전라남도 여수우편국 직원 직책을 그만두었다.
그 후 1942년 5월 20일 전라남도 광주 종연방직 직공 직에 이적하여 직공 10일차이던 1942년 5월 30일 역시 전라남도 광주(光州) 소재 종연방직(鐘淵紡織) 전남공장 예하 직공으로 근무하던 중 공장의 기숙사 사감으로부터 징병제도(徵兵制度) 실시에 관한 감상문을 갑자기 강요받자 1942년 5월 31일 그는 김만촌(金卍村)이라는 가명(假名)으로 '아, 하늘이여, 아직도 우리 조선민족(朝鮮民族)에 무슨 죄가 있어 조선민족은 일한병합(日韓倂合) 이래 약 30여 년간을 대화민족(大和民族)이 자행 일삼는 무력에 두려워 엎드려 왔다. 금번에 올려진 징병제도에 대해서도 본인은 특히 불만을 느낀다. 대화민족이여, 행여라도 조선청년의 머리가 되려는 것인가? 본인은야 만에 하나 경우 장담컨대 만일 징병검사에라도 합격을 한다면 1인이라도 대화민족을 사살(射殺)할 것이다'라는 요지의 징병제도를 비판하는 감상문을 제출하였다. 하여 이로 인해 체포된 김초암은 1942년 9월 14일 광주지방법원에서 소위 보안법 위반으로 징역 10월을 받고 옥고(獄苦)를 치렀으며 1943년에 만기출감하였다.

### 8.15 조선 광복 이후
그 후 1945년 8월 15일 조선 광복을 전라남도 목포에서 목도하였고 1946년 5월 31일에서 1955년 12월 1일까지 한국독립당 민족행정자문위원 직을 지냈다.
1956년 종교를 불교에서 개신교로 개종한 그는 1958년 7월 14일 전라남도 광주 임동에서 향년 43세로 병사하였다.

## 사후
대한민국 정부에서는 그의 공훈을 기리고자 2011년 3월 1일 대한민국 건국포장 추서를 하였다.